# Gake no Ue no Ponyo (canção)
Gake no Ue no Ponyo (崖の上のポニョ, lit. "Ponyo no Penhasco") é a música-tema do filme homônimo produzido pelo Studio Ghibli. Foi lançada como single em 5 de dezembro de 2007, mas só ganhou popularidade com a estréia do filme em agosto de 2008. A versão original da música é cantada pelo grupo de música folclórica Fujioka Fujimaki e pela cantora mirim Nozomi Ohashi.

## Composição
A canção foi escrita em um parceria entre o veterano Joe Hisaishi, o supervisor do filme Katsuya Kondo e o diretor Hayao Miyazaki. Quando Hisaishi viu o roteiro, imediatamente, imaginou a melodia da música. No entanto, ele acreditava que a melodia era tão simples, que preferiu não falar sobre o assunto durante dois ou três meses. Como não conseguia tirar a música da cabeça, ele eventualmente, mostrou para Miyazaki e para o produtor Toshio Suzuki. Ambos acreditavam que uma música tão simples era perfeita para o filme.

## Divulgação
Além da divulgação através do comercial do próprio single e do filme, a canção foi usada em comerciais da Mitsuya Cider. Fujioka Fujimaki e Nozomi Ohashi também cantaram a música durante a competição que comemora o ano novo, Kōhaku Uta Gassen, o que tornou Ohashi a mais jovem participante após 59 anos de exibição do programa.

## Desempenho nas paradas musicais
O single foi um grande sucesso quanto a quantidade de disco vendidos na parada musical de singles da Oricon. Em seu lançamento em dezembro de 2007 o single alcançou apenas o 115º lugar na parada musical onde ficou durante uma semana. Novamente ele ficou abaixo da 100ª colocação no início de julho, mas no fim do mesmo mês entrou para o top dez em sexto lugar. A música, então, passou nove semanas no top dez, entre a última semana de julho e a primeira de outubro. Logo começou a se perceber uma queda nas posições do single que esteve entre o top 50 durante quinze semanas (chegando ao top 20 próximo do fim de ano devido ao Kōhaku Uta Gassen), e finalmente, em agosto de 2009, parou de aparecer no top 200, após quase um ano inteiro nas paradas musicais.
Na Billboard Japan Hot 100 (juntando as vendas e as execuções nas rádios), a canção alcançou sua melhor colocação em agosto chegando a quarta posição e se tornou o 17º single mais bem sucedido do ano. Digitalmente, o single alcançou a primeira posição na parada mensal de ringtones da RIAJ, e recebeu a certificação de platina pelos downloads da música por completa e a dupla-platina pelos downloads dos ringtones.
| Parada                  | Melhor posição |
| ----------------------- | -------------- |
| Oricon                  | 1              |
| Oricon                  | 3              |
| Oricon                  | 14             |
| Billboard Japan Hot 100 | 4              |
| Billboard Japan Hot 100 | 17             |
| RIAJ Reco-kyo           | 1              |

| Parada | Certificação | Vendas   |
| ------ | ------------ | -------- |
| Oricon |              | 382.000  |
| RIAJ   | 2× Platina   | 500.000+ |
| RIAJ   | Platina      | 250.000+ |

| Precedido por "Kiseki" by Greeeen | Ringtone número um do mês Julho de 2008 | Sucedido por "Kimi ni Utatta Love Song" by Lil'B |

## Lista de faixas
| N.º            | Título                                   | Compositor(es)                | Duração |  |
| 1.             | "Gake no Ue no Ponyo"                    | Katsuya Kondo, Hayao Miyazaki |         |  |
| 2.             | "Fujimoto no Theme"                      | Fujioka Fujimaki              |         |  |
| 3.             | "Gake no Ue no Ponyo (Karaoke)"          | Katsuya Kondo, Hayao Miyazaki |         |  |
| 4.             | "Fujimoto no Theme (Karaoke)"            | Fujioka Fujimaki              |         |  |
| 5.             | "Gake no Ue no Ponyo (Nozomi-chan Demo)" | Katsuya Kondo, Hayao Miyazaki |         |  |
| Duração total: | Duração total:                           | Duração total:                | 14:54   |  |

## Versõescovers

### Versão de Noah Cyrus & Frankie Jonas
Para o lançamento do filme fora do Japão, uma versão em inglês intitulada "Ponyo On the Cliff By the Sea" foi lançada, a música é cantada por Noah Cyrus e Frankie Jonas (irmãos da estrelas da Disney Miley Cyrus e dos Jonas Brothers, respectivamente). A canção foi disponibilizada para download digital em maio de 2010, apesar do filme ter sido lançado em agosto de 2009 na América do Norte.

#### Lista de faixas
| N.º            | Título                                  | Duração |  |
| 1.             | "Ponyo On the Cliff By the Sea"         | 2:44    |  |
| 2.             | "Ponyo On the Cliff By the Sea (Remix)" | 3:02    |  |
| Duração total: | Duração total:                          | 5:46    |  |

### Outras versões
- Joe Hisaishi (2009, cover no piano para o álbum Another Piano Stories: The End of the World)
- Nana Hiwatari (2008, álbum de compilação Ghibli the Best)
- Yuko Kanzaki & Kentaro Hayami (2009, álbum de compilação Kodomo no Uta: Gake no Ue no Ponyo Hi wa, Mata Noboru)
- Meja (2010, álbum AniMeja: Ghibli Songs')
- Takashi Obara (2009, performance no piano, álbum Ghibli in Classic: Gake no Ue no Ponyo, Tonari no Totoro)
- Sumi Shimamoto (2009, álbum Sumi Shimamoto Sings Ghibli)
- Yumiko Tamura & Takashi Irie (2009, álbum de compilação Kazoku Minna no Family Song: Fāmi Son Gake no Ue no Ponyo)
- Kenji Yamahira & Keiichi Hosokawa (2008, performance no erhu, álbum Erhu Chūgoku Dentō Gakki de Kiku Studio Ghibli Sakuhinshū Best Selection)